# Бережане (Котельничский район)
Бережане — опустевшая деревня в Котельничском районе Кировской области в составе Ежихинского сельского поселения.

## География
Располагается на расстоянии примерно 61 км по прямой на запад-юго-запад от райцентра города Котельнич.

## История
Известна с 1873 года как починок Пижемской (Есаулы), с которой отмечено было дворов 4 и жителей 37, в 1905 13 и 72, в 1926 (уже деревня Есаулы или Бережана) 20 и 92, в 1950 28 и 165, в 1989 году постоянных жителей не было. Настоящее название утвердилось с 1978 году .

## Население
Постоянное население не было учтено как в 2002 году, так и в 2010.